# Сычугов, Савватий Иванович
Савватий Иванович Сычугов (9 октября 1841, Подрелье, Вятская губерния — 19 февраля 1902, Верховино, Вятская губерния) — земский врач в Вятской и Владимирской губерниях, просветитель, литератор, историк медицины, меценат, основатель первой общедоступной библиотеки в селе Верховино.

## Биография
Родился 27 сентября (9 октября) 1841 года в селе Подрелье Орловского уезда Вятской губернии в семье священника. Окончил Вятскую духовную семинарию. В 1860 поступил на медицинский факультет Московского университета. В 1861 отчислен за участие в студенческих волнениях. Через 3 года смог продолжить учёбу. Окончив университет, в течение 3-х лет служил военным врачом. Вернувшись в Орловский уезд, служил земским врачом в с. Великорецком.
С 1879 года — земский врач в с. Васильевском Шуйского уезда. Занимался изучением санитарного состояния уезда, местной патологии, демографических показателей. На первом Владимирском губернском съезде земских врачей был избран председателем санитарной комиссии (1882), которая стала организационно-методическим центром для губернской земской медицины. Сычугов предложил санитарно-статистическое обследование, создание амбулаторий в отдаленных селениях, ввел единообразную форму регистрации болезней. В 1884 году разработал комплекс санитарно-гигиенических, организационных и экономических мер по борьбе с холерой. В оздоровлении санитарной обстановки большое значение придавал строительству больниц в соответствии с нормами, улучшению водоснабжения, охране рек, подземных вод, очистке городов, санитарному просвещению. Был избран председателем подсекции земской медицины, впервые образованной на 7-м съезде естествоиспытателей и врачей (Одесса, 1883). За владимирский период жизни Сычугов опубликовал в сборниках материалов губернских съездов земских врачей более 10 работ. В 1889 году оставил службу из-за болезни и уехал на родину.
Материальные лишения молодых лет, тяжёлая работа грузчиком, самоотверженная работа в деревне и чрезмерный аскетизм подорвали физические силы С. И. Сычугова. Обладавший от природы атлетическим здоровьем, он в результате перенесенных невзгод оказался к пятидесяти годам совершенным инвалидом.
Но и тогда Сычугов не захотел бросить работу среди крестьян. Долго, вопреки настояниям друзей, отказывался он от пенсии из вспомогательной медицинской кассы, куда сделал крупный вклад перед удалением в деревню.
Савватий Иванович поселился в родных местах — с. Верховино, в 16 вёрстах от с. Великорецкого — у сестры-вдовы, взяв на себя роль кормильца и воспитателя её семерых детей. В мае 1889 года он купил готовый дом из прекрасного леса, перенёс на новое место и отстроил его, а в сентябре во второй половине дома была уже удобная амбулатория. Она состояла из двух комнат: ожидальной и аптеки, в которой производился и приём больных. Площадь обеих комнат была около 10 кв. сажен. По двум стенам ожидальной стояли скамьи, на которых свободно размещались 16-18 человек. На скамьях больные могли лежать. Приём больных Савватий Иванович производил ежедневно, зимой и осенью с рассвета, весной с 5-6 часов утра, а в большие приёмные дни и ранее, и продолжал его в течение целого дня. Заработок его за первый год практики составил около 580 руб, в то время как во Владимире он получал до 2000 рублей. На такое жалованье приглашали его и в Вятку, в губернскую больницу, но он твёрдо решил остаться народным врачом. В амбулатории у него не было не только помощника-фельдшера, но даже и служителя, и потому он в своём лице совмещал обязанности врача, аптекаря и прислуги для аптеки, а иногда и для больных. В среднем плата за лечение составляла около 7 копеек с человека. Почти треть больных пользовалась помощью Сычугова бесплатно. Это были учителя, вдовы, оставшиеся с малыми детьми, сироты, нищие, пострадавшие от стихийных бедствий и вообще бедные.

Спасибо за совет не утомляться, — писал С. И. своему университетскому товарищу, — этот совет дышит дружеским участием и искренним желанием мне добра. Да исполнить — то этот совет я не могу. Ну, как отказать больному, прибывшему издалека и иногда еще на наемной кляче. А, ведь, ко мне почти ежедневно являются больные за 40, 50, 80 и более верст. Всякая усталость пройдет, когда только посмотришь на лицо страдальца да послушаешь его рассказы о нужде. Будь что будет; буду работать, пока есть силы.
Бедность и культурная отсталость населения способствовали высокой заболеваемости и смертности. Почти никто из крестьян не знал, как подать первую помощь в несчастных случаях. Сычугов хотел обучать этому в школе или в своём доме. Но на беседы потребовалось разрешение самого министра просвещения. Тогда Сычугов начал хлопоты об открытии народной библиотеки, на которую он смог бы уделить 30-40 рублей в год. До этого он 1/12 заработка тратил на книги, которые раздавал школьникам. Наконец, в 1894 году библиотека открылась. Савватий Иванович совместил в себе роли не только учредителя и заведующего библиотекой, но и переплётчика и столяра. Много положил он сил и средств на создание библиотеки. Несколько раз приезжал в Москву. Каждый день без устали ходил по книжным магазинам и лавкам, разыскивая намеченные книги, картины, каталоги, закупал пособия для деревенской школы. Он совершенно забыл о сердечных перебоях, одышке, часто забывал перекусить. В конце 1894 года библиотека получила два пудовых тюка книг из Московского комитета грамотности.
В середине 1899 года, после долгих раздумий, Сычугов решил расстаться с дорогим своим детищем — библиотекой — и передать её земству. В ней было около 1600 книг. Он приложил к книгам ещё и 1000 рублей, на проценты от которых должна была пополняться библиотека.
Умер 6 (19) февраля 1902 года, похоронен в с. Верховино Орловского уезда Вятской губернии (ныне Юрьянского района Кировской области).

## Семья
Жена (? — 1888); дети:
- Екатерина (? — 1874, Великорецкое)
- Владимир (? — 1876; погиб от скарлатины)
- Вадим (? — 1876; погиб от скарлатины).

## Память
- На могиле установлен надгробный памятник.
- Именем Савватия Сычугова Юрьянская библиотека стала называться «Народной библиотекой имени врача С. И. Сычугова»
- Юрьянская центральная районная библиотека им. С. И. Сычугова проводит ежегодные «Сычуговские чтения». Сычуговские чтения проходят в форме конференции, на которой выступают краеведы Кировской области. Каждые чтения посвящены определённой теме. Выступают вятские писатели и поэты. Гостями чтений были кировские писатели: В. С. Бакин, Е. С. Наумова, Г. А. Кустенко, С. А. Сырнева[5].

## Комментарии
1. ↑  Ныне — в Орловском районе Кировской области[1].